# NGC 1820
NGC 1820 في الفهرس العام الجديد، هو عنقود نجمي، يقع في كوكبة العظاءة. اكتشف في 26 سبتمبر 1788 . بواسطة ويليام هيرشل .

## روابط خارجية
- NGC 1820 على موقع ويكي سكاي: DSS2, SDSS, GALEX, IRAS, Hydrogen α, X-Ray, Astrophoto, Sky Map, Articles and images